# Jakobitisme (Groot-Brittannië)

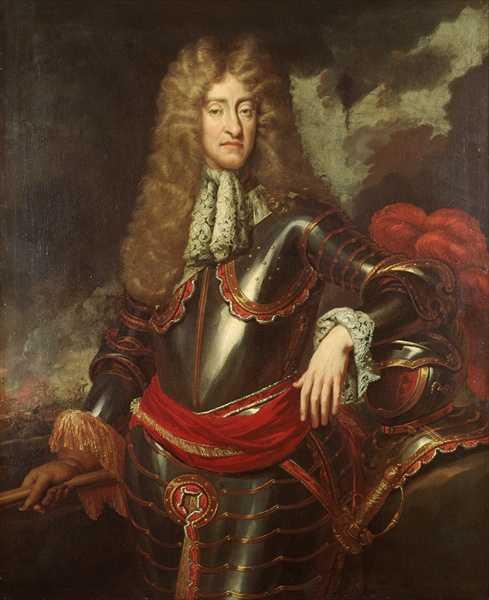
Koning Jacobus II, van de Engelse troon werd verdreven door zijn protestantse schoonzoon Stadhouder Willem III, prins van Oranje waarmee het jakobitisme ontstond.

Het jakobitisme was een politieke beweging die het Britse koningshuis Stuart (met Jacobus II en zijn rooms-katholieke overtuigingen door zijn bewondering van het absolutistisch regime van Lodewijk XIV) op de Britse troon wilde herstellen. De jakobieten waren actief aan het eind van de 17e eeuw en het begin van de 18e eeuw - al zijn er tot op de dag van vandaag nog enkele jakobieten - in het Verenigd Koninkrijk van Engeland, Schotland en Wales. Ook in Ierland had de beweging veel aanhang. De beweging ontstond toen de rooms-katholieke koning Jacobus II van de Engelse troon is gevlucht door de invasie van protestantse Nederlandse stadhouder Willem III van Oranje in 1688, die getrouwd was met een dochter van Jacobus, Maria Stuart. Jacobus vluchtte naar Frankrijk bij Lodewijk XIV om daar in ballingschap te leven tot zijn dood twaalf jaar later.
Velen aanvaardden deze volgens hen onrechtmatige afzetting van de koning niet, en steunden de Stuarts. Vooral in het katholieke Ierland steunden jakobieten hun verdreven koning, maar ook de Schotse Hooglanden waren broeihaarden van jakobitisme. Ook in Engeland en Wales kwamen jakobieten voor, ook onder protestanten.

## Motieven
Veelal staken er achter deze loyaliteit aan het verdreven koningshuis motieven van eigenbelang. Zo gaven de katholieke Ieren uiteraard de voorkeur aan een katholieke koning. Maar ook Schotten die hun clansysteem bedreigd zagen, voelden meer voor de Stuarts dan voor de Hannovers, de dynastie die na 1714 geïnstalleerd werd. Jakobitisme wordt vaak gezien als een soort Schots separatisme, maar dit klopt niet, al vielen de twee vaak samen. Ook ging het lang niet altijd om verschil in godsdienst, maar vaak om culturele en sociale conflicten die aldus aan de oppervlakte kwamen, zoals het conflict tussen de feodale Lowlanders en de Highlanders met hun clansysteem.
Globaal zijn er dus vier breuklijnen te onderscheiden:
- de sociale opbouw van de samenleving (clan versus feodaal stelsel)
- het principe dat de vorst door God bepaald versus het principe dat de vorst door de volksvertegenwoordiging wordt aangewezen
- rooms-katholiek versus protestants
- voorstanders van de unie van 1707 versus tegenstanders van de unie

## Jakobitische opstanden

### 1715
De eerste jakobitische opstand vond plaats na de dood van koningin Anna in 1714 en de komst van het huis Hannover. Jacobus Frans Eduard Stuart (James), zoon van de verdreven Jacobus II en bijgenaamd de Old Pretender, leidde deze opstand in 1715 in Schotland. De timing was uitstekend. James had het militaire voordeel en had de steun van de Highlanders; bovendien was de unie tussen Schotland en Engeland van 1707 niet direct voordelig gebleken voor de Schotten, zodat deze opstand eerder het karakter had van een separatistische strijd. Dit element verdween toen de opstand zich ook uitbreidde tot Northumberland in Engeland. James weifelde echter te lang, maakte fouten, en het militaire voordeel verdween. Hij werd verslagen en vluchtte naar Frankrijk.

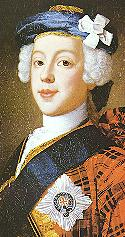
Bonnie Prince Charlie leidde de laatste jakobitische opstand in 1745.

Ook de volksheld Robert Roy MacGregor, beter bekend als Rob Roy, vocht in deze strijd mee aan de kant van de jakobieten, maar dan eerder als een opportunist dan als een overtuigde aanhanger van de Stuarts.

### 1745
Bekender is de laatste opstand van 1745, toen de zoon van Jacobus Stuart, Karel Stuart - beter bekend als Bonnie Prince Charlie - met slechts 7 kompanen in Schotland landde. Al snel sloten er zich 6.000 Highlanders bij hem aan, wat eigenlijk weinig was vergeleken met de 30.000 weerbare mannen waarop de jakobieten gehoopt hadden. Charles bleek een onbekwaam leider en werd verslagen in Slag bij Culloden, vlak bij Inverness.
Als resultaat werd het dragen van tartan verboden; (dit was in Schotland een uiting geworden van jakobistische sympathie). Ook het spelen op de doedelzak en het spreken van Gaelic werd verboden; ook mochten de clanhoofden geen privélegers meer hebben. Deze maatregelen - en vooral de laatstgenoemde - vernietigden de facto het clansysteem in Schotland.

## Jakobitische troonpretendenten
- Jacobus VII en II (6 februari 1685 – 16 september 1701), laatste koning uit het Huis Stuart
- Jacobus VIII en III (16 september 1701 - 1 januari 1766), zoon van de voorgaande
- Karel III (1 januari 1766 – 31 januari 1788) (Bonnie Prince Charlie), zoon van de voorgaande
- Hendrik IX (13 januari 1788 – 13 juli 1807), broer van de voorgaande

Hendrik was de laatste die een claim op de Britse troon liet gelden. Na zijn dood stierf de directe lijn van het Huis Stuart uit en ging de opvolging over op het Huis Savoye, het Huis Oostenrijk-Este en (tot op de dag van vandaag) het Huis Wittelsbach:
- Karel IV (13 juli 1807 – 6 oktober 1819), koning van Sardinië en afstammeling van de jongste dochter van Karel I
- Victor (6 oktober 1819 – 10 januari 1824), koning van Sardinië, broer van de voorgaande
- Maria III en II, dochter van de voorgaande
- Frans I (15 september 1840 – 20 november 1875), hertog van Modena, zoon van de voorgaande
- Maria IV en III (20 november 1875 - 3 februari 1919, nicht van de voorgaande
- Rupprecht (3 februari 1919 – 2 augustus 1955), kroonprins van Beieren, zoon van de voorgaande
- Albrecht, (2 augustus 1955 - 8 juli 1996), hertog van Beieren, zoon van de voorgaande
- Frans II, (8 juli 1996 - heden), hertog van Beieren, zoon van de voorgaande

Na Frans II van Beieren volgen:
- Max, broer van de voorgaande
- Sophie Elisabeth van Beieren, erfprinses van Liechtenstein, oudste dochter van de voorgaande